# Vaux-Rouillac
Vaux-Rouillac – miejscowość i gmina we Francji, w regionie Nowa Akwitania, w departamencie Charente.
Według danych na rok 1990 gminę zamieszkiwało 321 osób, a gęstość zaludnienia wynosiła 24 osoby/km² (wśród 1467 gmin regionu Poitou-Charentes, Vaux-Rouillac plasuje się na 696. miejscu pod względem liczby ludności, natomiast pod względem powierzchni na miejscu 659.).